# Carl Bildt
Nils Daniel Carl Bildt (Halmstad, 15 luglio 1949) è un politico e diplomatico svedese, Ministro di Stato della Svezia dal 1991 al 1994.

## Biografia
È stato Primo ministro dal 4 ottobre 1991 al 7 ottobre 1994 e leader del Partito Moderato dal 1986 al 1999.
Nel 1992 ha introdotto la riforma delle scuole pubbliche a contratto e l'abolizione della carta scolastica, riforme che hanno favorito la privatizzazione dell'istruzione.
Dal 1998 è sposato con l'italiana Anna Maria Corazza, conosciuta nei Balcani mentre lei stava lavorando per una missione delle Nazioni Unite.
Bildt è stato Inviato Speciale dell'Unione europea in Jugoslavia durante le guerre jugoslave a partire da Giugno 1995, vicepresidente della conferenza di Pace di Dayton nel novembre 1995 e Alto Rappresentante per la Bosnia ed Erzegovina da dicembre 1995 a giugno 1997, subito dopo la guerra in Bosnia. Dal 1999 al 2001, è stato Inviato Speciale delle Nazioni Unite per i Balcani.
Dopo aver lasciato la carica di leader del Partito moderato nel 1999, Bildt ha assunto posizioni nel settore privato e in think tank internazionali. Tra le sue posizioni nei think tank, è stato il primo membro non statunitense del Consiglio di amministrazione della RAND Corporation di Santa Monica, in California, e del Consiglio consultivo del Centre for European Reform di Londra. È stato membro del consiglio di amministrazione dell'European Policy Centre di Bruxelles, dell'International Institute for Strategic Studies di Londra e dell'International Advisory Board del Council on Foreign Affairs di New York.
Bildt è stato direttore non esecutivo della società di gestione patrimoniale statunitense Legg Mason, Inc. con sede a Baltimora. È stato presidente del consiglio di amministrazione di Teleopti e presidente della società di consulenza per gli affari pubblici Kreab AB, nonché membro del consiglio di amministrazione della società di consulenza informatica HiQ AB. È stato presidente del Nordic Venture Network, che riuniva in una rete informale le società di venture capital high-tech nordiche.
Nel 2000, Bildt è entrato a far parte del consiglio di amministrazione del Gruppo Lundin, una società con interessi petroliferi in Etiopia e Sudan. Nel 2002, Bildt è entrato a far parte del consiglio di amministrazione di Vostok Nafta, una società finanziaria con partecipazioni principalmente in Gazprom. Ha lasciato i suoi incarichi in tutti questi consigli di amministrazione quando è diventato ministro degli Esteri nell'ottobre 2006.
Dal 2006 al 2014 è stato Ministro degli esteri nel governo retto da Fredrik Reinfeldt.

## Controversie e critiche
Diversi politici e giornalisti hanno evidenziato la questione del conflitto di interessi tra alcune posizioni assunte da Carl Bildt in politica internazionale e i suoi interessi privati come imprenditore, in particolare con il colosso del gas russo Gazprom e Lundin Petroleum, compagnia petrolifera attiva in Sudan.
Carl Bildt è stato criticato per il suo ruolo di mediatore nella guerra di Bosnia. Da primo ministro, fu infatti accusato di indifferenza alla pulizia etnica e genocidio commesso dalle forze serbo-bosniache ai danni dei civili croati e musulmani.
Secondo le rivelazioni di WikiLeaks, i diplomatici americani considerano Bildt "cocciuto", "arrogante" e dotato di "limitate abilità politiche". Bildt è stato anche descritto dagli stessi come una persona che pensa di avere molto più potere ed influenza di ciò che ha veramente, è stato infatti definito "un pesce di media taglia con l'attitudine a pesce grosso". Al presidente statunitense George W. Bush fu infatti consigliato di "far finta di assecondare il desiderio di Bildt di operare ad alti livelli", e di fingere di essere impressionato dai suoi precedenti incarichi internazionali.
Secondo alcune fonti, WikiLeaks sarebbe in possesso di documenti che proverebbero che Carl Bildt sia una spia americana, tuttavia alcuni giornalisti credono che si tratti di una campagna diffamatoria contro la Svezia per aver concesso l'estradizione di Julian Assange.
In merito alla Crisi ucraina, in un'intervista a Radio Svezia il 15 marzo 2014, Bildt ha dichiarato che considera il Referendum sull'autodeterminazione della Crimea del 2014 illegale e "non valido, non importa cosa voteranno le persone". Ha poi evitato di rispondere alle domande sul ruolo del partito ucraino di estrema destra Svoboda, durante i disordini di Majdan, dicendo "non descriverò cosa è quel partito".